# L'amour commande

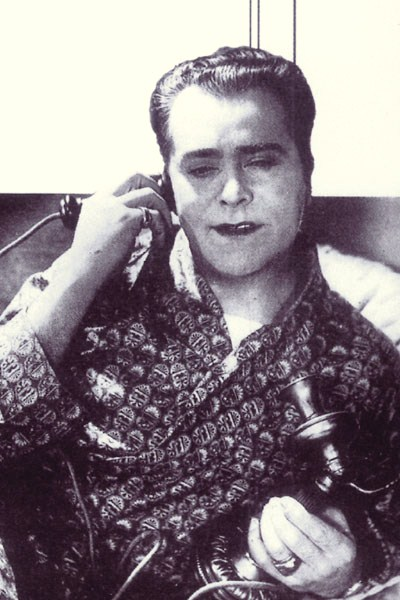

L'amour commande (titre original : Liebeskommando) est un film allemand réalisé par Géza von Bolváry, sorti en 1931.

## Fiche technique
- Titre original : Liebeskommando
- Titre américain : Love's Command
- Réalisation : Géza von Bolváry
- Scénario :  Fritz Grünbaum, Walter Reisch, Roda-Roda
- Musique : Robert Stolz, Robert Gilbert, Armin Robinson
- Chorégraphe : Tibor Halmay
- Montage : Hermann Haller
- Directeur de la photographie : Willy Goldberger
- Décorateurs : Andrej Andrejew, Robert A. Dietrich
- Maquillage :  Oskar Georgi, Willi Grabow
- Direction artistique :
- Pays d'origine : Allemagne  République de Weimar
- Producteurs : Julius Haimann, Frederic Brunn
- Assistant réalisateur : Josef von Báky
- Ingénieur du son : Fritz Seeger
- Photographe : Rudolf Brix
- Société de production : Super-Film GmbH
- Distribution : Super-Film Verleih GmbH, Tobis Forenfilms
- Format : Noir et blanc - 1,20:1 - mono
- Genre : Comédie, Film musical
- Durée : 101 minutes
- Dates de sortie :
  - Allemagne  République de Weimar : 10 novembre 1931

## Distribution
- Dolly Haas
- Gustav Fröhlich
- Livio Pavanelli
- Walter Edthofer
- Anton Pointner
- Yvette Rodin
- Tibor Halmay
- Mara Loseff
- Marcel Wittrisch
- Harry Hardt
- Fritz Odemar
- Gerhard Ritterband
- Paul Morgan
- Wilhelm Bendow
- Leopold von Ledebur
- Paul Wagner
- Fritz Greiner
- Ernst Pröckl
- Hermann Pittschau
- Waldemar Potier
- Viktor Carter